# 迪特里希·冯·尼海姆
迪特里希·冯·尼海姆（德語：Dietrich of Nieheim；1345年—1418年3月22日），中世纪历史学家，生于天主教帕德伯恩总教区尼海姆。

## 引用
在阿瑟·库斯勒作品《中午的黑暗》中，阿瑟·库斯勒引用了迪特里希·冯·尼海姆的话：“在教会的存在遭到威胁时,它就可以不受道德戒律的约束。为了统一的目的,一切手段均可以使用,甚至包括诡诈、背信、暴力、贿买、监狱和死亡。因为一切秩序都是为了群体,个人必须为共同的利益作出牺牲”。而实际上，这句话是另一位作家对尼海姆的转述。